# Maud av Huntingdon
Maud av Huntingdon, född omkring 1074, död 1130 eller 1131, var genom sitt äktenskap med David I drottning av Skottland från 1124 till sin död.
Hon var dotter till greve Waltheof av Huntingdon och Norhtumbria och Judith av Lens. Hennes far var kusin till David I:s far Malkolm III och en av få anglo-saxiska stormän som lyckades med att integreras i Englands nya adel efter den normandiska erövringen 1066; han avrättades för förräderi 1076. Hennes mor var brorsdotter till Vilhelm Erövraren. 
Maud gifte sig 1090 eller 1091 med Simon I av Senlis (död 1111 eller 1113), greve av Northampton, och fick tre barn med honom. Som änka gifte hon sig omkring 1113 med Skottlands tronföljare David, som blev förmyndare för hennes son Simon II av Senlis och därmed fick kontroll över stora landområden i södra Yorkshire, Bedfordshire, Cambridgeshire, Huntingdonshire och Northamptonshire; David överlämnade inte kontrollen till Simon förrän 1141. Maud fick fyra barn med David. 
Hon ska ha begravts i Scone Abbey.